# Marcel Rapp
Marcel Rapp (Pforzheim, 16 april 1979) is een Duits voetbaltrainer en voormalig profvoetballer. Hij werd in oktober 2021 trainer bij Holstein Kiel.

## Spelersloopbaan
Marcel Rapp speelde tijdens zijn carrière voor verschillende Duitse clubs, waaronder Karlsruher SC, Carl Zeiss Jena, Rot-Weiß Oberhausen en Stuttgarter Kickers. In 2013 beëindigde hij zijn spelersloopbaan, die hij afsloot bij FC Nöttingen in de Oberliga Baden-Württemberg. Tijdens zijn laatste seizoen was hij niet alleen speler, maar vervulde hij ook de rol van assistent-trainer. Halverwege het seizoen 2012/13 stopte hij met voetballen om een aanbod als coach bij TSG 1899 Hoffenheim te accepteren.

## Trainersloopbaan

### TSG 1899 Hoffenheim
In januari 2013 begon Marcel Rapp als assistent-trainer bij de Onder-17.  Zes maanden later kreeg hij daarbovenop de verantwoordelijkheid voor de Onder-16. Met deze ploeg werd hij kampioen van de deelstaat Baden-Württemberg. Op 1 juli 2015 beëindigde hij beide rollen en nam hij de volledige leiding over de Onder-17 over. Op 15 augustus 2015 zat hij tijdens de thuiswedstrijd tegen Stuttgarter Kickers -17 voor het eerst als hoofdcoach op de bank; de wedstrijd eindigde in een 0-0 gelijkspel. Kort daarna verlengde hij zijn contract met drie jaar. Na twee seizoenen en 45 wedstrijden als hoofdcoach van de Onder-17, maakte hij de overstap naar de Onder-19, waar hij Domenico Tedesco opvolgde als eindverantwoordelijke.
In zijn eerste seizoen werd Marcel Rapp met de Onder-19 Zuid-Duits kampioen. Tijdens de landelijke kampioenschappen strandde het team in de halve finale tegen de leeftijdsgenoten van Schalke 04. In zijn tweede seizoen leidde hij zijn team naar de halve finale van de UEFA Youth League, waarin met 0-3 werd verloren van FC Porto. Daarnaast behaalde Rapp in maart 2019 op 39-jarige leeftijd zijn trainerslicentie. Tijdens zijn opleiding liep hij stage bij het eerste elftal van Hoffenheim, dat destijds onder leiding stond van Julian Nagelsmann.
In juni 2020 maakte Marcel Rapp voor het eerst kennis met het trainerschap op het hoogste niveau, toen hij samen met Matthias Kaltenbach en Kai Herdling tijdelijk de ontslagen Alfred Schreuder  verving. De ploeg stond destijds zevende en maakte nog kans op Europees voetbal. Op 12 juni 2020 maakte Rapp zijn debuut als hoofdcoach in de Bundesliga tijdens de thuiswedstrijd tegen RB Leipzig, geleid door Julian Nagelsmann. De wedstrijd werd met 0-2 verloren door twee doelpunten van Dani Olmo. Na daaropvolgende overwinningen op FC Augsburg (1-3), 1. FC Union Berlin (4-0) en Borussia Dortmund  (4-0) wist de club zich te plaatsen voor de Europa League. Bij de start van het seizoen 2021/22 nam Sebastian Hoeneß het hoofdtrainerschap over, waarna Rapp terugkeerde als trainer van de Onder-19. Begin oktober 2021 maakte hij na ruim acht jaar de overstap naar Holstein Kiel, dat speelde in de 2. Bundesliga.

### Holstein Kiel
In oktober 2021 ondertekende Marcel Rapp een contract tot medio 2024 bij Holstein Kiel, waar hij werd aangesteld als opvolger van Ole Werner, die was vertrokken naar Werder Bremen. Op 16 oktober 2021 zat hij tijdens de tiende speelronde voor het eerst op de bank als hoofdtrainer van Die Störche, in de uitwedstrijd tegen FC Ingolstadt. De wedstrijd in het Audi-Sportpark eindigde in een 1–1 gelijkspel, met doelpunten van Benedikt Pichler (Kiel) en Stefan Kutschke (Ingolstadt). In zijn eerste seizoen eindigde Rapp met Holstein Kiel op de negende plaats in de 2. Bundesliga. Een jaar later, in het seizoen 2022/23, verbeterde de ploeg zich met één plek en sloot het af op de achtste plaats.
In de zomer van 2023 zag Rapp zijn selectie ingrijpend veranderen, doordat meerdere ervaren krachten de club verlieten en er voornamelijk jonge spelers voor in de plaats kwamen. Zo vertrok aanvoerder Hauke Wahl naar FC St. Pauli en besloot routinier Fin Bartels – na een lange loopbaan waarin hij onder meer 137 wedstrijden voor Holstein Kiel speelde – zijn carrière te beëindigen. Hierdoor begon Rapp het seizoen 2023/24 met een van de jongste selecties in de 2. Bundesliga. Na een moeizame seizoensstart greep hij in de vierde speelronde in door zijn vaste doelman Thomas Dähne te vervangen door Timon Weiner. Onder zijn leiding begon het elftal vervolgens beter te presteren en ging het met een recordaantal punten als koploper de winterstop in. In de tweede seizoenshelft werd die lijn doorgetrokken, waardoor Kiel zich een speelronde voor het einde verzekerde van promotie naar de Bundesliga, de eerste in de clubgeschiedenis. Holstein Kiel sloot het seizoen uiteindelijk af op de tweede plaats met 68 punten, één punt achter kampioen FC St. Pauli.
Voor aanvang van het seizoen 2024/25 zag Rapp opnieuw zijn aanvoerder vertrekken; ditmaal verruilde Philipp Sander Holstein Kiel voor Borussia Mönchengladbach. Als een van de vervangers werd de Noorse middenvelder Magnus Knudsen aangetrokken. Kiel begon het debuutseizoen in de Bundesliga met een reeks nederlagen en gelijke spelen, waardoor de ploeg al vroeg in de degradatiezone terechtkwam. Tijdens de winterstop werden meerdere versterkingen gehaald in een poging het tij te keren, maar deze bleken onvoldoende om de negatieve spiraal te doorbreken. Rapp probeerde gedurende het seizoen op verschillende manieren het tij te keren. Zo voerde hij in maart 2025 tijdens de thuiswedstrijd tegen Werder Bremen al voor rust drie wissels door. Hetgeen een zeldzaamheid in het Duitse profvoetbal was. Ondanks deze en andere ingrepen bleef Holstein Kiel het grootste deel van het seizoen op een degradatieplaats staan. Toch besloot de club in april 2025 het contract van Marcel Rapp voortijdig te verlengen, tot medio 2028. Uiteindelijk degradeerde de club na een seizoen uit de Bundesliga terug naar de 2. Bundesliga.

## Statistieken
| Van                         | Tot | Club          | Duels | W  | G  | V  | Pt  | Ratio |
| --------------------------- | --- | ------------- | ----- | -- | -- | -- | --- | ----- |
| 04.10.2021                  | -   | Holstein Kiel | 133   | 51 | 29 | 53 | 182 | 1,37  |
| Bijgewerkt tot 29 juni 2026 |     |               |       |    |    |    |     |       |